# Спірідон Самарас

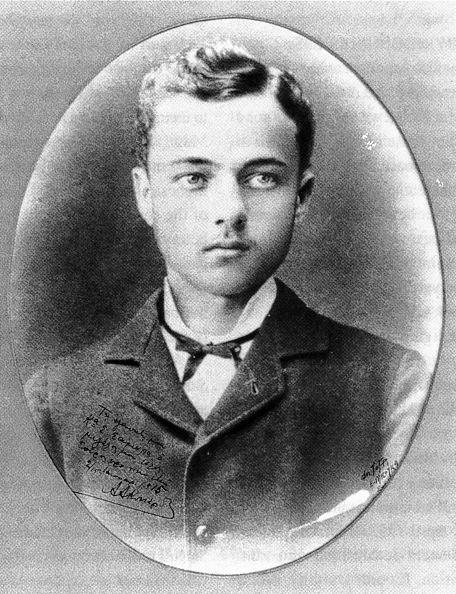
Спірідон Самарас

Спірі́дон Сама́рас (грец. Σπυρίδων Σαμάρας, італ. Spiro Samara; * 29 листопада 1861, острів Керкіра — † 7 квітня 1917, Афіни) — грецький композитор, автор музики гімну Олімпійських ігор.

## Біографія і творчість
Був сином грецького віцеконсула Скарлатоса Самараса (на той час Іонічні острови, до яких належить і Керкіра, були напівнезалежною державою під британським протекторатом), але, за деякими відомостями, його справжнім батьком був композитор Спірідон Ксіндас, від якого хлопець і почав одержувати початкову музичну освіту. Від 1871 року Самарас навчався в Афінській консерваторії по класу композиції, а від 1882 вдосконалювався в Паризькій консерваторії у Лео Деліба. Займався також в інших визначних композиторів; був улюбленцем Жуля Массне. Від 1911 року мешкав у Афінах.
Значну частину його доробку складають опери, переважно в стилі веризму, позначені французьким та італійським впливом; виставлялися вони теж переважно в Італії, при цьому деякі з них мали великий успіх. Грецький музичний фольклор він використав лише в опереті «Критянка».
До перших Олімпійських ігор (Афіни, 1896) написав гімн на слова грецького поета-класика Костіса Паламаса.
Писав також фортепіанну музику, пісні. Був лауреатом Національної премії Греції.